# 辰州路
辰州路，元朝时设置的路。
元朝至元十四年（1277年）升辰州置，治所在沅陵县，属湖广行省。下辖四县：沅陵县、辰县、卢溪县、溆浦县。至正二十四年（1364年），朱元璋改为辰州府。